# Södertörn

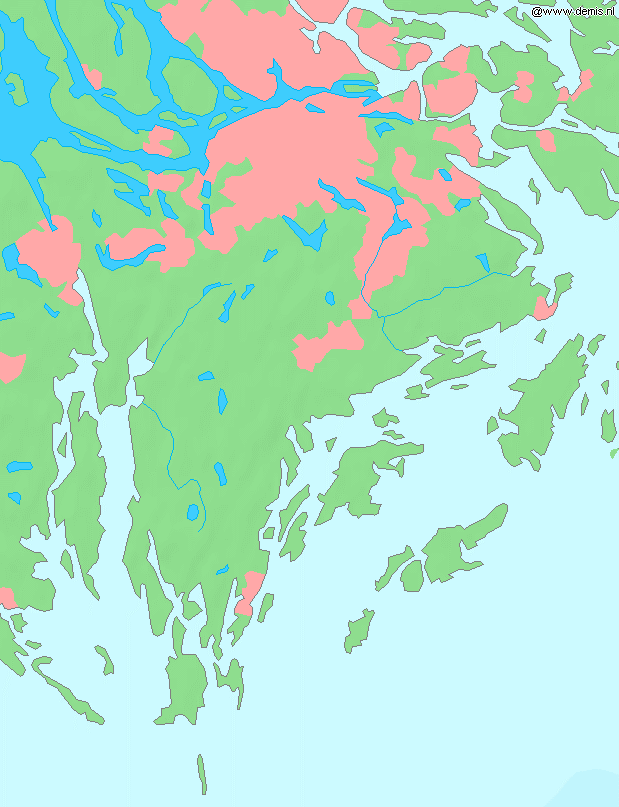
Położenie Södertörnu

Södertörn – szwedzka wyspa położona we wschodniej części prowincji historycznej (landskap) Södermanland, w granicach administracyjnych regionu (län) Sztokholm. 

## Geografia
Södertörn jest trzecią pod względem powierzchni wyspą Szwecji (1206,96 km²), liczącą w 2015 roku 797 334 mieszkańców. Naturalne granice Södertörnu stanowią od północy wody jeziora Melar i fierdu Saltsjön, od zachodu fjärdy Himmerfjärden i Hallsfjärden oraz od południa i wschodu wody Bałtyku wraz z wyspami południowej części Archipelagu Sztokholmskiego. Södertörn od lądu stałego oddziela Södertälje kanal.
Środkową część Södertörnu zajmuje kompleks leśny Hanveden. Najwyższym wzniesieniem jest Tornberget (111 m n.p.m.), położone kilka kilometrów na zachód od Västerhaninge w granicach gminy Haninge. Podłoże skalne Södertörnu zbudowane jest głównie z gnejsów. 

## Gminy położone na Södertörnie
- Botkyrka
- Haninge
- Huddinge
- Nacka (na zachód od cieśniny Skurusundet)
- Nynäshamn
- Salem
- Sztokholm (Söderort)
- Södertälje (obszar parafii Östertälje)
- Tyresö